# Пасхалий III (антипапа)
Пасхалий III (лат. Paschalis Tertius, в миру — Гвидо; 1110 — 20 сентября 1168) — антипапа с 1164 по 20 сентября 1168 года, в период понтификата папы Александра III.

## Биография
После смерти антипапы Виктора IV несколько проимператорски настроенных кардиналов во главе с архиепископом Кёльна Райнальдом фон Дасселем избрали папой Гвидо, епископа Кремы, который взял имя Пасхалий III. Опасаясь бунта в Риме, Пасхалий построил дворец в Витербо, в котором обосновался, препятствуя Александру III войти в Рим. Чтобы угодить Фридриху Барбароссе, он повторно короновал его императором и в 1165 году канонизировал Карла Великого. Эта канонизация не была признана официальной церковью. Все постановления Пасхалия были аннулированы Третьим Латеранским собором в 1179 году.